# Parroquia Altagracia (Caracas)
La Parroquia Altagracia es una de las 22 parroquias del Municipio Libertador del Distrito Capital de Venezuela y una de las 32 parroquias del área metropolitana de Caracas.

## Historia
La Parroquia Altagracia nace oficialmente en 1750, pasando a ser la segunda parroquia de Caracas, en 1889 pierde buena parte de su territorio al oeste cuando es creada la Parroquia La Pastora.
La Casa de estudio de la Historia de Venezuela "Lorenzo Mendoza Quintero" fue domicilio de la Renta del Tabaco (1793 -1816), de la Casa Real de la Moneda (1807-1818), así como, posteriormente, del colegio El Salvador del Mundo (1849-1859), del escritor y político venezolano Juan Vicente González, y el colegio Santa María (1859) del licenciado Agustín Aveledo. Posteriormente fue comprada por la familia Mendoza (los actuales dueños de Empresas Polar) en el año 1893, siendo empleada como lugar de residencia hasta la década de 1960. A partir de 2001 funciona como institución para el estudio de la historia de Venezuela.

## Geografía
Está ubicada al norte del centro histórico del Municipio Libertador. Limita al norte con el Parque nacional El Ávila; al sur con la Parroquia Catedral; al este con la Parroquia San José; y al oeste limita con la Parroquia La Pastora. Las principales avenidas son la Urdaneta, Panteón, Baralt y la Boyacá o Cota Mil.

### Demografía
Según el INE tenía una población de 41.989 habitantes para 2007 y se estima que para 2023 tendrá una población de 67.700 habitantes. Al igual que algunas de las parroquias del centro histórico caraqueño, su índice poblacional sigue decreciendo desde 1990.

## Lugares destacados
Entre los edificios públicos más importantes se encuentran el Tribunal Supremo de Justicia, el Cuartel San Carlos, el Panteón Nacional, la Biblioteca Nacional de Venezuela, el Banco Central de Venezuela y los Ministerios de Finanzas y Educación. Entre los espacios públicos destacan la Plaza Las Mercedes, la Plaza Juan Pedro López, la Plaza José Martí, el Bulevard Simón Bolívar, la Casa de estudio de la Historia de Venezuela "Lorenzo Mendoza Quintero", la casa de Marti, la casa museo Simón Rodríguez, la casa Boulton, la casa Andrés Bello, y el Foro Libertador.

## Patrimonio
- Santísima Iglesia Parroquial Nuestra Señora de Altagracia.
- Panteón Nacional de Venezuela.
- Iglesia de Nuestra Señora de las Mercedes.
- Capilla Santísima Trinidad

## Galería

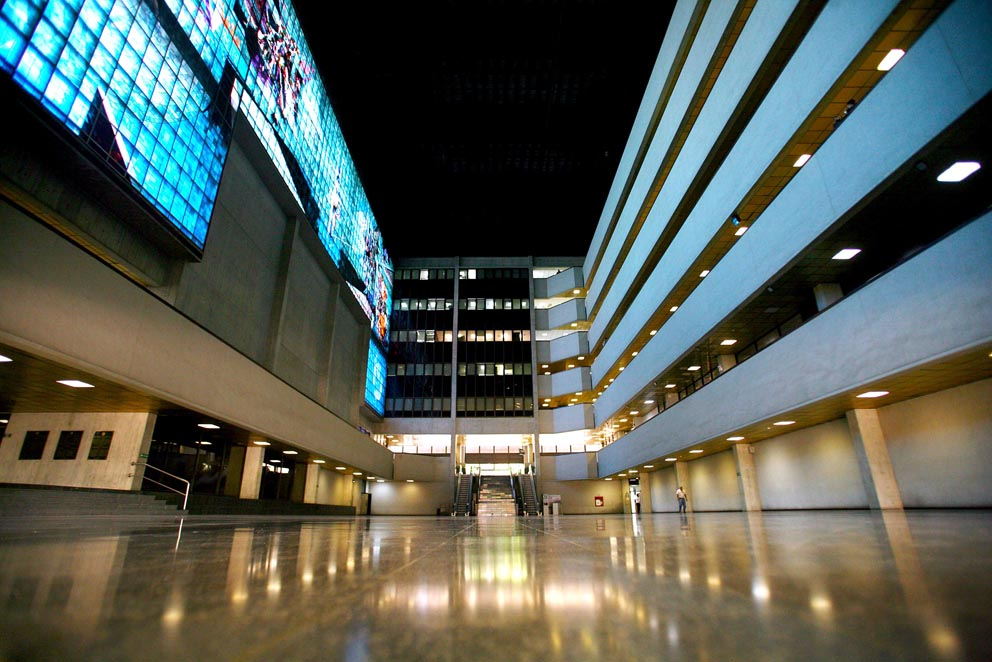
Tribunal Supremo de Justicia
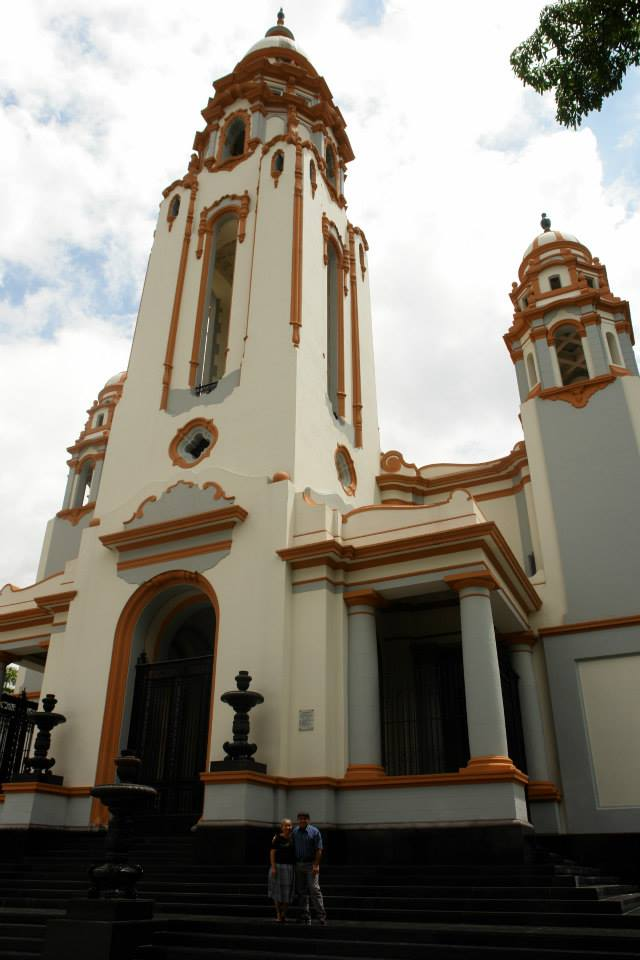
Panteón Nacional de Venezuela
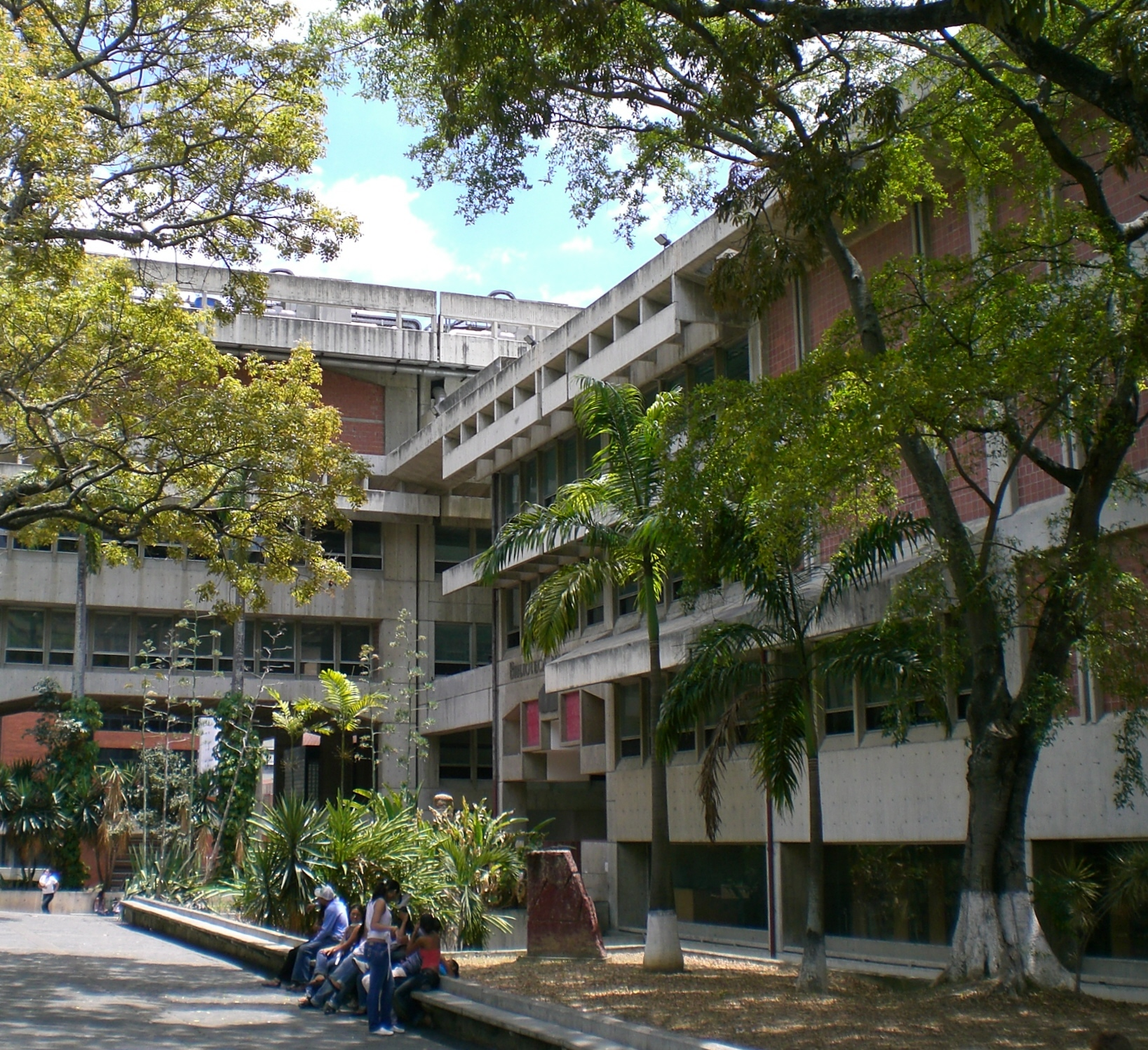
Biblioteca Nacional
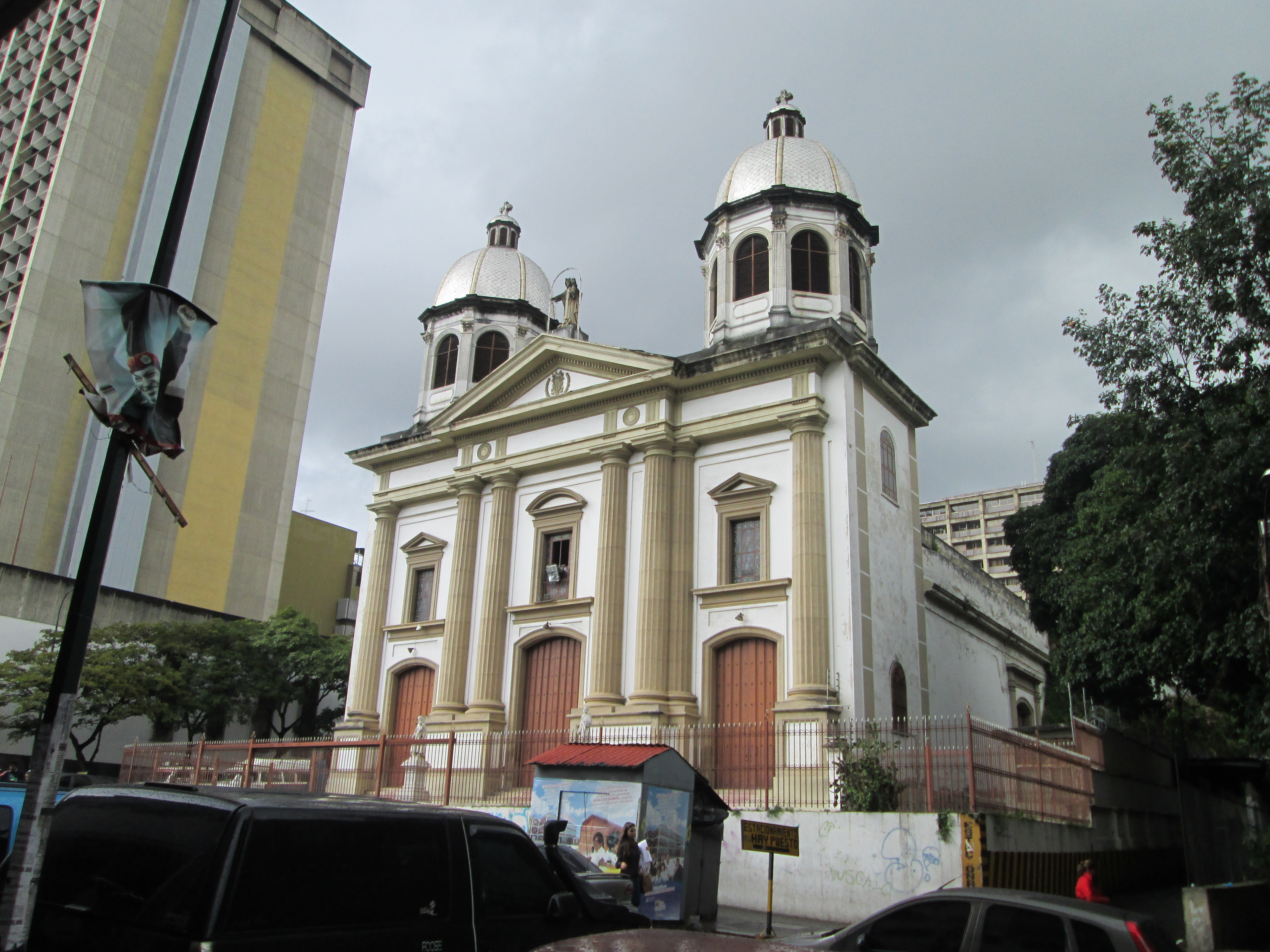
Iglesia de Nuestra Señora de las Mercedes
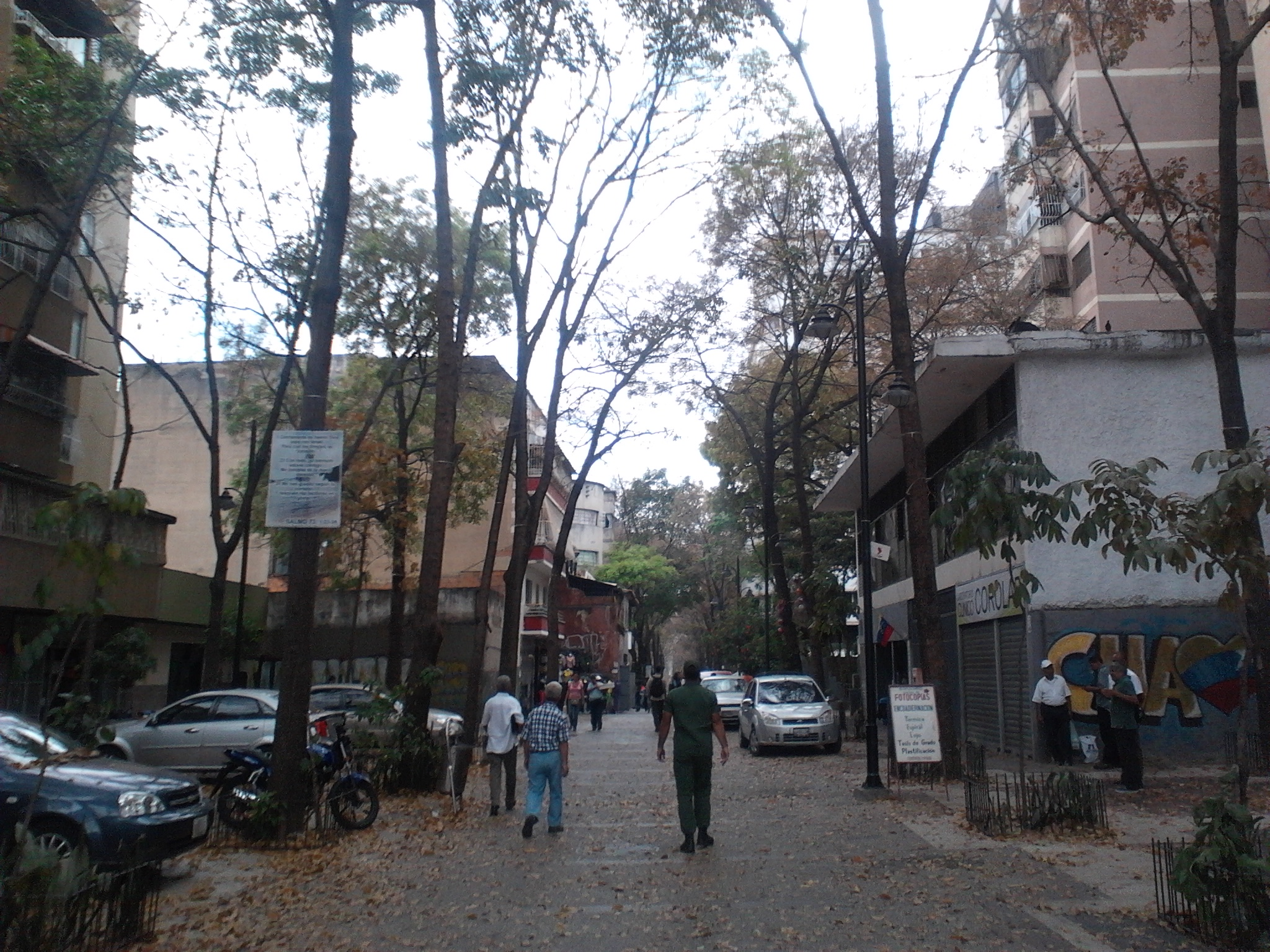
Calles de la Parroquia